# The Rainbow Tribe
The Rainbow Tribe - Tutto può accadere è un film del 2008 diretto da Christopher R. Watson.

## Trama
Morgan Roberts è un uomo di mezza età malato di cancro che, nella speranza di trovare un po' di pace, torna al campo estivo della sua giovinezza ed inizia a lavorarvi. Quando un gruppo di bambini pestiferi giunge al campo, Morgan riuscirà grazie a loro a superare i suoi problemi personali e a passare una delle migliori estati della sua vita.